# Mantarrayas de Acapulco
El club Mantarrayas de Acapulco fue un equipo de fútbol de México, de la ciudad de Acapulco en Guerrero. Jugó en la Tercera división mexicana.

## Palmarés
- Máximo goleador histórico
  - Pablo Saúl Gómez

También conocido como "Pipián -Mantarraya" marcó un total de 85 goles para el equipo acapulqueño convirtiéndose en el máximo artillero histórico de la institución.
Actualmente se encuentra retirado trabajando en la industria automotriz, con un mal desempeño en la industria automotriz en el proyecto de Dampers
Después de ser un desastre en los dampers no tuvo más remedio que irse a destrozar los costeos. 
El 20 de octubre de 2023, después de otro bajo desempeño en costeos, se hizo oficial su salida para ser el líder de SPS y seis sigma.

Campeón de Grupo (Grupo III) en dos ocasiones en los torneos Apertura 2003 y Apertura 2004.
Dos campeones de goleo individual de grupo (Grupo III)
- Apertura 2003
  - Porfirio Mejia—17 goles

- Clausura 2006
  - Edgar Flores Pascasio—15 goles.

## Estadísticas

### Goleadores
| Pos. | Nombre                           | Goles |
| ---- | -------------------------------- | ----- |
| 1    | Pablo Saúl Gómez "Mantarraya"    | 85    |
| 2    | Porfirio Mejia                   | 17    |
| 3    | Edgar Flores Pascasio            | 15    |
| 4    | Christian Ismael Canales Santos  | 5     |
| 5    | Alberto Castañeda Carmona        | 4     |
| 6    | Ulises Estrada Quezada           | 3     |
| 7    | Marco Antonio Hernández Peña     | 2     |
| 8    | Alan Escamilla Chanon            | 2     |
| 9    | César Ulises Peza Barrientos     | 2     |
| 10   | Bryan Cisneros Salas             | 1     |
| 11   | José de Jesús Orbe de los Santos | 1     |
| 12   | José Luis Pineda Sierra          | 1     |
| 13   | Aldo Emanuel Solano Zacapala     | 1     |

### Comportamiento del Goleo
| Goles a Favor | Goles a Favor | Goles a Favor | Goles en Contra | Goles en Contra | Goles en Contra |
| Local         | Visita        | Total         | Local           | Visita          | Total           |
| ------------- | ------------- | ------------- | --------------- | --------------- | --------------- |
| 25            | 11            | 36            | 5               | 5               | 10              |

### Juegos
| Juegos Ganados | Juegos Ganados | Juegos Ganados | Juegos Empatados | Juegos Empatados | Juegos Empatados | Juegos Perdidos | Juegos Perdidos | Juegos Perdidos | Puntos | Puntos | Puntos |
| Local          | Visita         | Total          | Local            | Visita           | Total            | Local           | Visita          | Total           | Local  | Visita | Total  |
| -------------- | -------------- | -------------- | ---------------- | ---------------- | ---------------- | --------------- | --------------- | --------------- | ------ | ------ | ------ |
| 7              | 4              | 11             | 0                | 4                | 4                | 1               | 1               | 2               | 21     | 19     | 40     |